# Ярослав (гмина)
Ярослав (пол. Jarosław) — сельская гмина (волость) в Польше, входит как административная единица в Ярославский повет, Подкарпатское воеводство. Население — 12 669 человек (на 2004 год).

## Демография
| Перепись                       | Всего   | Всего | Женщины | Женщины | Мужчины | Мужчины |
| ------------------------------ | ------- | ----- | ------- | ------- | ------- | ------- |
| Единицы                        | человек | %     | человек | %       | человек | %       |
| Население                      | 12 669  | 100   | 6414    | 50,6    | 6255    | 49,4    |
| Плотность населения (чел./км²) | 111,1   | 111,1 | 56,2    | 56,2    | 54,8    | 54,8    |

## Сельские округа
1. Конячув
2. Косткув
3. Лежахув-Осада
4. Маковиско
5. Моравско
6. Мунина
7. Пелкине
8. Собецин
9. Сурохув
10. Тучемпы
11. Воля-Буховска
12. Вулька-Пелкиньска
13. Згода

## Соседние гмины
1. Гмина Хлопице
2. Ярослав
3. Гмина Ляшки
4. Гмина Павлосюв
5. Гмина Пшеворск
6. Гмина Радымно
7. Гмина Сенява
8. Гмина Трыньча
9. Гмина Вёнзовница